# Pribojevići
Pribojevići (cyr. Прибојевићи) – wieś w Bośni i Hercegowinie, w Republice Serbskiej, w gminie Srebrenica. W 2013 roku liczyła 55 mieszkańców.